# Negroland: A Memoir
Negroland: A Memoir est un livre écrit en 2015 par Margo Jefferson,,,. Il s'agit de mémoires d'une enfance passée dans l'Amérique des années 1950 et 1960 au sein d'un petit segment privilégié de la société noire américaine, connu sous le nom de bourgeoisie noire, ou classe supérieure afro-américaine.
Il n'est pas encore traduit en français.

## Réception
Ce livre a été décrit par Dwight Garner dans le New York Times comme des « mémoires puissants et compliqués », et par Margaret Busby dans le Sunday Times comme « tout à fait fascinant », tandis qu'Anita Sethi a écrit dans The Observer : « Jefferson explore de manière fascinante la façon dont son expérience personnelle s'est croisée avec la politique, du mouvement des droits civiques au féminisme, ainsi qu'avec l'histoire avant sa naissance ».
Tracy K. Smith a écrit dans le New York Times : « L'appareil narratif visible de Negroland met en évidence l'extrême vulnérabilité de son auteur face à son sujet. Il met également en évidence les conséquences trop souvent invisibles de l'obsession permanente de notre nation pour la race et la classe : à savoir que vivre une vie en tant que modèle d'excellence noire - et vivre avec la culpabilité du survivant qui accompagne souvent cette excellence - peut avoir un effet psychique presque aussi mortel et déshumanisant que celui de l'injustice raciale elle-même ».

## Récompenses
- 2016, sélectionné pour le Baillie Gifford Prize pour une non-fiction[8],[9].
- 2016, remporte le National Book Critics Circle Award dans la catégorie Autobiographie[10].
- Juin 2016, choisi comme livre de la semaine par BBC Radio 4[11]
- 2016, Prix Heartland du Chicago Tribune[12].